# Reflektor Leigha

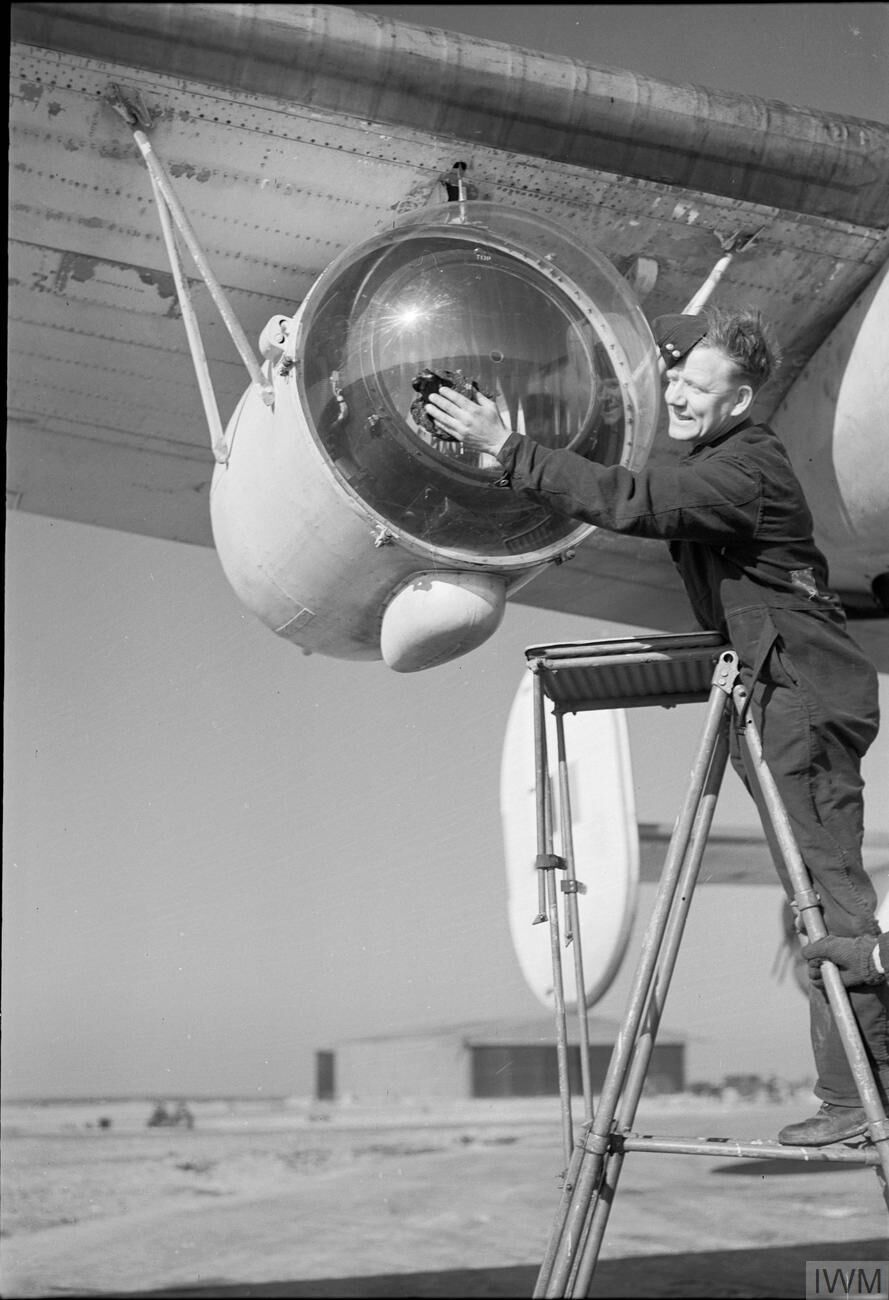
Reflektor Leigha zamontowany pod skrzydłem Liberatora należącego do Coastal Command (luty 1944 roku).

Reflektor Leigha (ang. Leigh light) – środek do walki z okrętami podwodnymi skonstruowany w czasie II wojny światowej. Był to potężny (22 mln kandeli) reflektor montowany na samolotach, służący do oświetlania wynurzonego okrętu podwodnego i ułatwiający przeprowadzenie skutecznego ataku bombami głębinowymi w czasie ataków nocnych.

## Opracowanie
Wczesne radary lotnicze do wykrywania celów na powierzchni morza miały ograniczony minimalny zasięg. Skutkowało to tym, że w trakcie zbliżania się do celu, cel znikał z pola widzenia radaru, nim mógł być zauważony gołym okiem. Ponadto w nocy mała sylwetka wynurzonego okrętu podwodnego na tle ciemnego morza była trudna do zaobserwowania przez załogę samolotu, przez co przeprowadzenie celnego bombardowania było mocno utrudnione.
Z tego powodu pojawiło się zapotrzebowanie na silny reflektor o odpowiednim zasięgu, dzięki któremu można było odszukać i oświetlić cel, póki ten był wciąż widoczny przez operatora radaru. Taki reflektor został skonstruowany przez oficera RAF H. Leigha. Pierwsze testy zostały przeprowadzone w marcu 1941 roku na pokładzie bombowca Vickers Wellington, który był wcześniej używany do rozminowywania magnetycznych min morskich, dzięki czemu miał zamontowany odpowiednio mocny generator prądu.

## Użycie bojowe

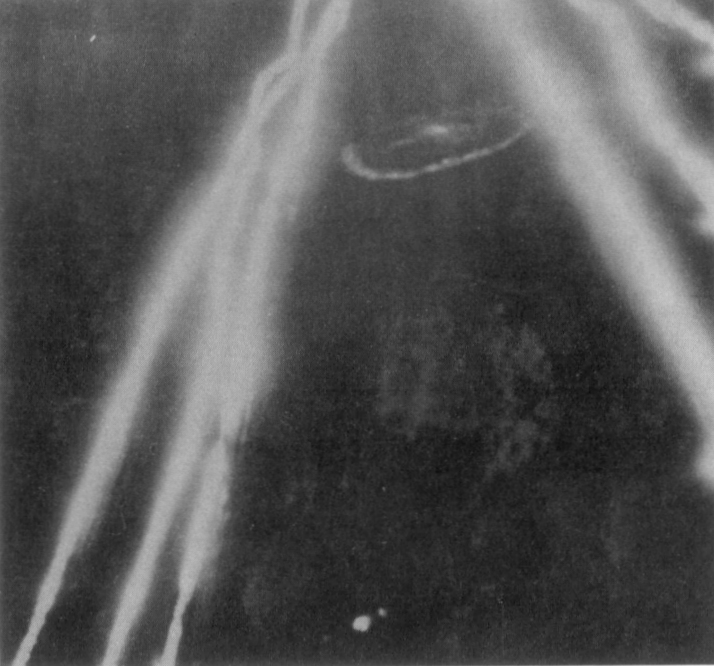
Zniszczony U-Boot podświetlony przez reflektor Leigha.

Od czerwca 1942 roku samoloty patrolujące Zatokę Biskajską zaczęły być wyposażane w reflektor Leigha, który w połączeniu z radarem ASV stanowił bardzo skuteczną broń. Od jego wprowadzenia znacznie zwiększyły się straty niemieckich U-Bootów wyruszających i wracających z patroli na Atlantyku, do tego stopnia, że zaczęto się decydować na pokonywanie zagrożonego obszaru za dnia, kiedy to załoga U-Boota miała większe szanse na zobaczenie atakującego samolotu. U-Booty zaczęły być też uzbrajane w silniejszą broń przeciwlotniczą, co jednak okazało się nieskuteczne.